# كارول مان
كارول مان (بالإنجليزية: Carol Mann)‏ هي لاعبة غولف أمريكية، ولدت في 3 فبراير 1941 في بوفالو في الولايات المتحدة، وتوفيت في 20 مايو 2018 في ذا وودلاندز في الولايات المتحدة.

## وصلات خارجية
- كارول مان على موقع رابطة لاعبات الغولف المحترفات (الإنجليزية)